# Willie Wood
William Vernell Wood Sr. (Washington, 1936. december 23. – Washington, 2020. február 3.) amerikai amerikaifutball-játékos, edző.

## Pályafutása
A Southern California főiskolai csapatában játszott. 1960 és 1971 között a Packers játékosa volt. Öt NFL bajnoki címet nyert a csapattal. Tagja volt az első két Super Bowl-t elnyerő csapatnak. 1967-ben a történelem első Super Bowlján a Packers 35–10-re nyert a Kansas City Chiefs ellen, majd 1968-ban a második Super Bowlban az Oakland Raiderst győzte le 33–14-re.
1971 és 1973 között a San Diego Chargers segédedzője volt. 1975-ben  a Philadelphia Bell vezetőedzőjeként dolgozott. 1979 és 1981 között a Toronto Argonauts csapatánál dolgozott. Az első idényben segédedzőként, a további kettőben vezetőedzőként.

## Sikerei, díjai
- Super Bowl
  - győztes (2): 1967, 1968
- National Football League
  - győztes (5): 1961, 1962, 1965, 1966, 1967
- Pro Football Hall of Fame
- Green Bay Packers Hall of Fame